# IC 1361
IC 1361 је спирална галаксија у сазвјежђу Ждријебе која се налази на листи објеката дубоког неба у Индекс каталогу.
Деклинација објекта је + 5° 3' 17" а ректасцензија 21h 11m 29,1s. Привидна величина (магнитуда) објекта IC 1361 износи 14,2 а фотографска магнитуда 15,1. IC 1361 је још познат и под ознакама UGC 11692, MCG 1-54-2, CGCG 401-5, NPM1G +04.0529, IRAS 21089+0450, PGC 66297.